# Artur Noga
Artur Noga (Polonia, 2 de mayo de 1988) es un atleta polaco, especialista en la prueba de 110 m vallas en la que llegó a ser medallista de bronce europeo en 2012.

## Carrera deportiva
En el Campeonato Europeo de Atletismo de 2012 ganó la medalla de bronce en los 110 m vallas, con un tiempo de 13.27 segundos que fue récord nacional polaco, llegando a meta tras el ruso Sergey Shubenkov (oro con 13.16 segundos) y el francés Garfield Darien (plata).